# MR15
MR15 er en forkortelse for Max Round 15 og er et regelsæt for klankampe i computerspillet Counter-Strike. Spilles der efter MR15-regelsættet i en cw (clan-war) eller pcw (practice clan-war) spiller man præcis 15 runder på hvert hold/side. Det hold der først vinder majoriteten af runderne (16 eller derover) vinder således kampen.
Rundetiden ved MR15 er oftest 1:45 minutter. Spillerne starter med hver 800 dollars.
MR15 er det mest normale verden over.